# Talco

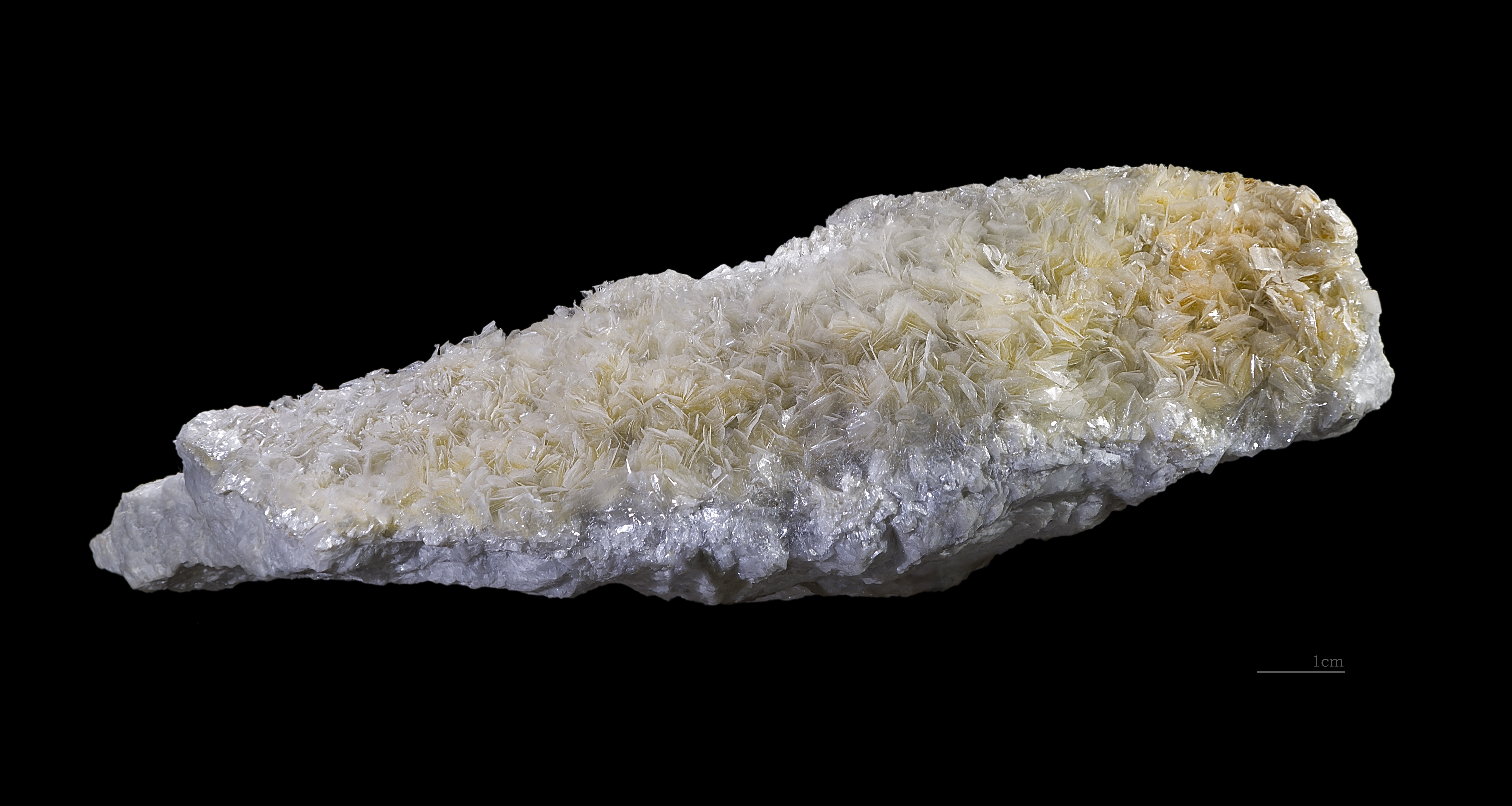
Cristais de Talco

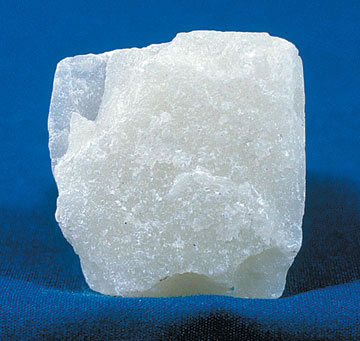
Bloco de talco

Talco é um mineral argiloso, composto de silicato de magnésio hidratado com a fórmula química Mg3Si4O10(OH)2. Talco em pó, muitas vezes combinado com amido de milho, é usado como talco de bebê. Este mineral é usado como agente espessante e lubrificante. É um ingrediente em cerâmica, tinta e material de cobertura. É um ingrediente principal em muitos cosméticos. Ocorre como massas foliadas a fibrosas e em uma forma cristalina excepcionalmente rara. Tem uma perfeita clivagem basal e uma fratura plana desigual, e é foliada com uma forma platiforme bidimensional.
A escala de dureza mineral de Mohs, baseada na comparação da dureza do zero, define o valor 1 como a dureza do talco, o mineral mais macio. Quando raspado em uma placa de traço, o talco produz uma risca branca; embora este indicador seja de pouca importância, porque a maioria dos minerais de silicato produz uma risca branca. O talco é translúcido a opaco, com cores que variam do cinza esbranquiçado ao verde com brilho vítreo e perolado. O talco não é solúvel em água e é ligeiramente solúvel em ácidos minerais diluídos.
A pedra-sabão é uma rocha metamórfica composta predominantemente por talco.

## Etimologia
A palavra "talco" deriva do latim medieval talcum, que por sua vez se origina do árabe طلق ṭalq que, deriva do persa تالک tālk. Nos tempos antigos, a palavra era usada para vários minerais relacionados, incluindo talco, mica e selenita.

## Ocorrência

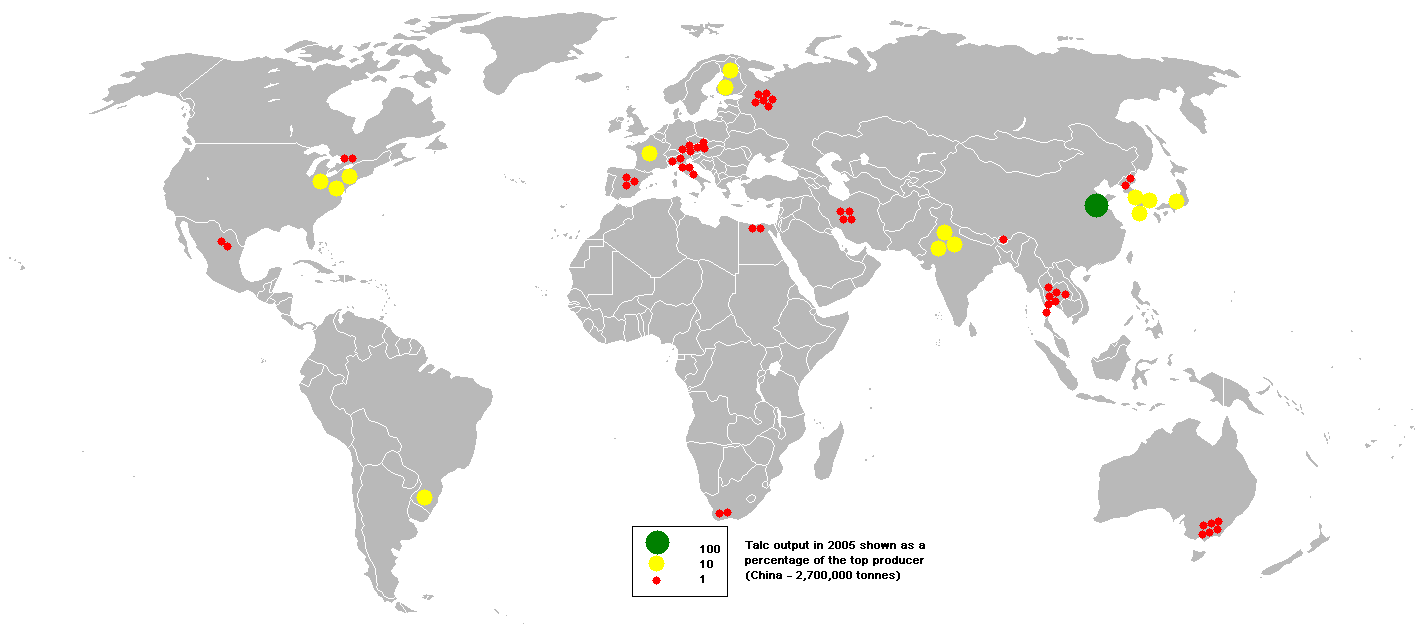
Produção de talco em 2005

O talco é um mineral metamórfico comum em cinturões metamórficos que contêm rochas ultramáficas, como pedra-sabão (uma rocha com alto teor de talco), e dentro de terrenos metamórficos de xisto branco e xisto azul. Os principais exemplos de xistos brancos incluem o Cinturão Metamórfico Franciscano do oeste dos Estados Unidos, os Alpes da Europa Ocidental, especialmente na Itália, certas áreas do Bloco Musgrave e alguns orógenos colisionais, como o Himalaia, que se estende ao longo do Paquistão, Índia, Nepal e Butão.
Os ultramáficos de carbonato de talco são típicos de muitas áreas dos crátons arqueanos, notadamente os cinturões komatiitos do cráton Yilgarn na Austrália Ocidental. Os ultramáficos de talco-carbonato também são conhecidos do Cinturão Lachlan Fold, leste da Austrália, do Brasil, do Escudo das Guianas e dos cinturões ofiolíticos da Turquia, Omã e Oriente Médio.
A China é o principal país produtor mundial de talco e esteatito, com uma produção de cerca de 2,2 milhões de toneladas (2016), o que representa 30% da produção global total. Os outros grandes produtores são Brasil (12%), Índia (11%), EUA (9%), França (6%), Finlândia (4%), Itália, Rússia, Canadá e Áustria (2%, cada).
Ocorrências econômicas notáveis de talco incluem a mina de talco Mount Seabrook, Austrália Ocidental, formada por uma intrusão ultramáfica em camadas polideformadas. O Grupo Luzenac, com sede na França, é o maior fornecedor mundial de talco extraído. Sua maior mina de talco em Trimouns, perto de Luzenac, no sul da França, produz quatrocentas mil toneladas de talco por ano.

## Mineral de conflito
A extração em áreas disputadas da província de Nangarhar, no Afeganistão, levou o grupo internacional de monitoramento Global Witness a declarar o talco um recurso de conflito, já que os lucros são usados para financiar confrontos armados entre o Talibã e o Estado Islâmico.

## Segurança
Suspeitas foram levantadas de que o uso de talco contribui para certos tipos de doenças, principalmente câncer de ovário e pulmão. De acordo com a IARC, o talco contendo amianto é classificado como agente do grupo 1 (carcinogênico para humanos), o uso de talco no períneo é classificado como grupo 2B (possivelmente carcinogênico para humanos) e o talco sem amianto é classificado como grupo 3 (inclassificável) quanto à carcinogenicidade em humanos). Análises da Cancer Research UK e da American Cancer Society concluem que alguns estudos encontraram uma ligação, mas outros não.
Os estudos discutem questões pulmonares, câncer de pulmão e câncer de ovário. Um deles, publicado em 1993, foi um relatório do Programa Nacional de Toxicologia dos EUA, que descobriu que o talco de grau cosmético que não continha fibras semelhantes ao amianto estava correlacionado com a formação de tumores em ratos forçados a inalar talco por seis horas ao dia, cinco dias uma semana durante pelo menos 113 semanas. Um artigo de 1971 encontrou partículas de talco incorporadas em 75% dos tumores ovarianos estudados. Pesquisas publicadas em 1995 e 2000 concluíram que era plausível que o talco pudesse causar câncer de ovário, mas nenhuma evidência conclusiva foi apresentada. O Painel de Especialistas em Revisão de Ingredientes Cosméticos concluiu em 2015 que o talco, nas concentrações atualmente usadas em cosméticos, é seguro. Em 2018, a Health Canada emitiu um alerta, desaconselhando a inalação de pó de talco ou o uso na região perineal feminina.

### Classe industrial
Nos Estados Unidos, a Administração de Segurança e Saúde Ocupacional e o Instituto Nacional de Segurança e Saúde Ocupacional estabeleceram limites de exposição ocupacional a poeiras de talco respiráveis em 2 mg/m3 durante um dia de trabalho de oito horas. Em níveis de 1000 mg/m3, a inalação de talco é considerada imediatamente perigosa à vida e à saúde.

### Grade alimentar
A Food and Drug Administration dos Estados Unidos considera o talco (silicato de magnésio) geralmente reconhecido como seguro (GRAS) para uso como agente antiaglomerante em sal de mesa em concentrações menores que 2%.

### Associação com amianto
Um problema particular com o uso comercial do talco é sua localização frequente em depósitos subterrâneos com minério de amianto. Amianto é um termo geral para diferentes tipos de minerais fibrosos de silicato, desejáveis na construção por suas propriedades de resistência ao calor. Existem seis variedades de amianto; a variedade mais comum na fabricação, o amianto branco, é da família das serpentinas. Os minerais serpentinos são silicatos de folha; embora não seja da família das serpentinas, o talco também é um silicato de folha, com duas folhas conectadas por cátions de magnésio. A co-localização frequente de depósitos de talco com amianto pode resultar na contaminação do talco extraído com amianto branco, que apresenta sérios riscos à saúde quando disperso no ar e inalado. O controle de qualidade rigoroso desde 1976, incluindo a separação de talco de grau cosmético e alimentício do talco de grau "industrial", eliminou em grande parte esse problema, mas continua sendo um risco potencial que exige mitigação na mineração e processamento de talco. Uma pesquisa da FDA dos EUA em 2010 não conseguiu encontrar amianto em uma variedade de produtos contendo talco. Uma investigação da Reuters de 2018 afirmou que a empresa farmacêutica Johnson & Johnson sabia há décadas que havia amianto em seu talco de bebê, e em 2020 a empresa parou de vender seu talco de bebê nos EUA e no Canadá. Houve pedidos para que os maiores acionistas da Johnson & Johnson forçassem a empresa a encerrar as vendas globais de talco para bebês e contratar uma empresa independente para realizar uma auditoria de justiça racial, pois havia sido comercializado para mulheres afro-americanas e com excesso de peso.

## Litígio
Em 2006, a Agência Internacional de Pesquisa em Câncer classificou o pó de talco como um possível carcinógeno humano se usado na área genital feminina. Apesar disso, nenhuma agência federal dos EUA agiu para remover o pó de talco do mercado ou adicionar advertências.
Em fevereiro de 2016, como resultado de um processo contra a Johnson & Johnson (J&J), um júri de St. Louis concedeu 72 milhões de dólares à família de uma mulher do Alabama que morreu de câncer de ovário. A família alegou que o uso de talco foi o responsável pelo câncer.
Em maio de 2016, uma mulher de Dakota do Sul recebeu 55 milhões de dólares como resultado de outro processo contra a J&J. A mulher usou talco para bebês da Johnson & Johnson por mais de 35 anos antes de ser diagnosticada com câncer de ovário em 2011.
Em outubro de 2016, um júri de St. Louis concedeu 70,1 milhões de dólares a uma mulher californiana com câncer de ovário que usou o talco Johnson's Baby por 45 anos.
Em agosto de 2017, um júri de Los Angeles concedeu 417 milhões de dólares a uma mulher californiana, Eva Echeverria, que desenvolveu câncer de ovário como "resultado próximo da natureza excessivamente perigosa e defeituosa do pó de talco", afirmou seu processo contra a Johnson & Johnson. Em 20 de outubro de 2017, a juíza da Corte Superior de Los Angeles, Maren Nelson, rejeitou o veredicto. A juíza afirmou que Echeverria provou que há "um debate contínuo na comunidade científica e médica sobre se o talco provavelmente causa câncer de ovário e, portanto, (dá) origem ao dever de alertar", mas não o suficiente para sustentar a imposição do júri de responsabilidade contra a Johnson & Johnson declarou, e concluiu que a Echeverria não estabeleceu adequadamente que o talco causa câncer de ovário.
Em julho de 2018, um tribunal de St. Louis concedeu uma ação de 4,7 bilhões de dólares (4,14 bilhões de dólares em danos punitivos e 550 milhões de dólares em danos compensatórios) contra a J&J a 22 mulheres reclamantes, concluindo que a empresa havia suprimido evidências de amianto em seus produtos por mais de quatro décadas.
Pelo menos 1.200 a 2.000 outros processos relacionados ao pó de talco estavam pendentes em 2016.